# Rhacophorus bipunctatus
Rhacophorus bipunctatus es una especie de ranas que habita en Bangladés, Camboya, China, India, Malasia, Birmania, Tailandia, Vietnam y, posiblemente, también en Laos.
Esta especie está en peligro de extinción  por la pérdida de su hábitat natural.